# 大铜钱叶蓼
大铜钱叶蓼（学名：Polygonum forrestii），为蓼科蓼属下的一个植物种。